# Lauren Etame Mayer
Lauren Bisan Etame Mayer (Kribi, 19. siječnja 1977.), poznatiji kao Lauren,  je bivši kamerunski nogometaš i od 1998. do 2002. godine reprezentativac. Karijeru je završio u španjolskom drugoligašu Córdobi. Osvajač je olimpijskog zlata u Sydneyu 2002.

## Uspjesi

### Kamerun
- Olimpijske igre - Sydney: osvajči zlata (2002.)
- Afrički kup nacija pobjednik: (2000., 2002.)

### RCD Mallorca
- Španjolski superkup pobjednik: (1998.)

### Arsenal
- FA Cup: pobjednik (2002., 2003., 2005.)
- FA Premier Liga pobjednik: (2001./02., 2003./04.)

### Portsmouth
- Premier League Asia Trophy: pobjednik (2007.)
- FA Cup: pobjednik (2008.)

## Vanjske poveznice
- Profil  Arhivirana inačica izvorne stranice od 4. svibnja 2007. (Wayback Machine) na footballingworld.com
- Profil na arsenal.com
- Profil  Arhivirana inačica izvorne stranice od 6. travnja 2009. (Wayback Machine) na 4thegame.com
- Profil (Arsenal) na sporting-heroes.net
- Profil (Kamerun) na sporting-heroes.net
- Profil  Arhivirana inačica izvorne stranice od 9. siječnja 2008. (Wayback Machine) na premierleague.com